# Spiers Nunatak
Spiers Nunatak (in lingua inglese: Nunatak Spiers) è un nunatak, picco roccioso isolato, situato 15 km a ovest-nordovest del Monte Brecher, sul fianco settentrionale del Ghiacciaio Quonset, nel Wisconsin Range della catena dei Monti Horlick, nei Monti Transantartici, in Antartide.
Il nunatak è stato mappato dall'United States Geological Survey (USGS) sulla base di rilevazioni e foto aeree scattate dalla U.S. Navy nel periodo 1960-64.
La denominazione è stata assegnata dall'Advisory Committee on Antarctic Names (US-ACAN), in onore di Raymond R. Spiers, cuoco che faceva parte del gruppo che ha trascorso l'inverno 1956 presso la U.S. Naval Air Facility nel Canale McMurdo; membro del gruppo che ha costruito la Base Amundsen-Scott nel 1956-57, e membro del gruppo che trascorso l'inverno 1959 presso la Stazione Byrd.